# Siemianice, Pomerania
Siemianice este un sat în Polonia de nord, în voievodatul Pomerania, în județul Słupsk, în comuna Słupsk. Are 2000 locuitori.